# Terremoto de Etiopía de 2010
El terremoto de Etiopía de 2010 fue un sismo de 5,1 grados en la escala de magnitud de momento y se produjo en el centro-sur de Etiopía el domingo 19 de diciembre de 2010 a las 15:14 hora local (12:14 UTC). Su epicentro estuvo localizado a 95 kilómetros al noroeste de la ciudad de Awasa y a 190 al sursudoeste de Adís Abeba, la capital etíope. A causa de este sismo fueron reportadas al menos 19 personas heridas y un número indeterminado de viviendas con algún tipo de derrumbe lo que hizo que se decretara la alerta naranja.